# Wherwell
Wherwell är en ort och civil parish i Storbritannien.   Den ligger i grevskapet Hampshire och riksdelen England, i den södra delen av landet, 100 km väster om huvudstaden London. Wherwell ligger 48 meter över havet och antalet invånare är 465.
Terrängen runt Wherwell är huvudsakligen platt. Wherwell ligger nere i en dal. Runt Wherwell är det ganska tätbefolkat, med 172 invånare per kvadratkilometer. Närmaste större samhälle är Andover, 6,1 km nordväst om Wherwell. Trakten runt Wherwell består till största delen av jordbruksmark.